# Палатин (Угорщина)

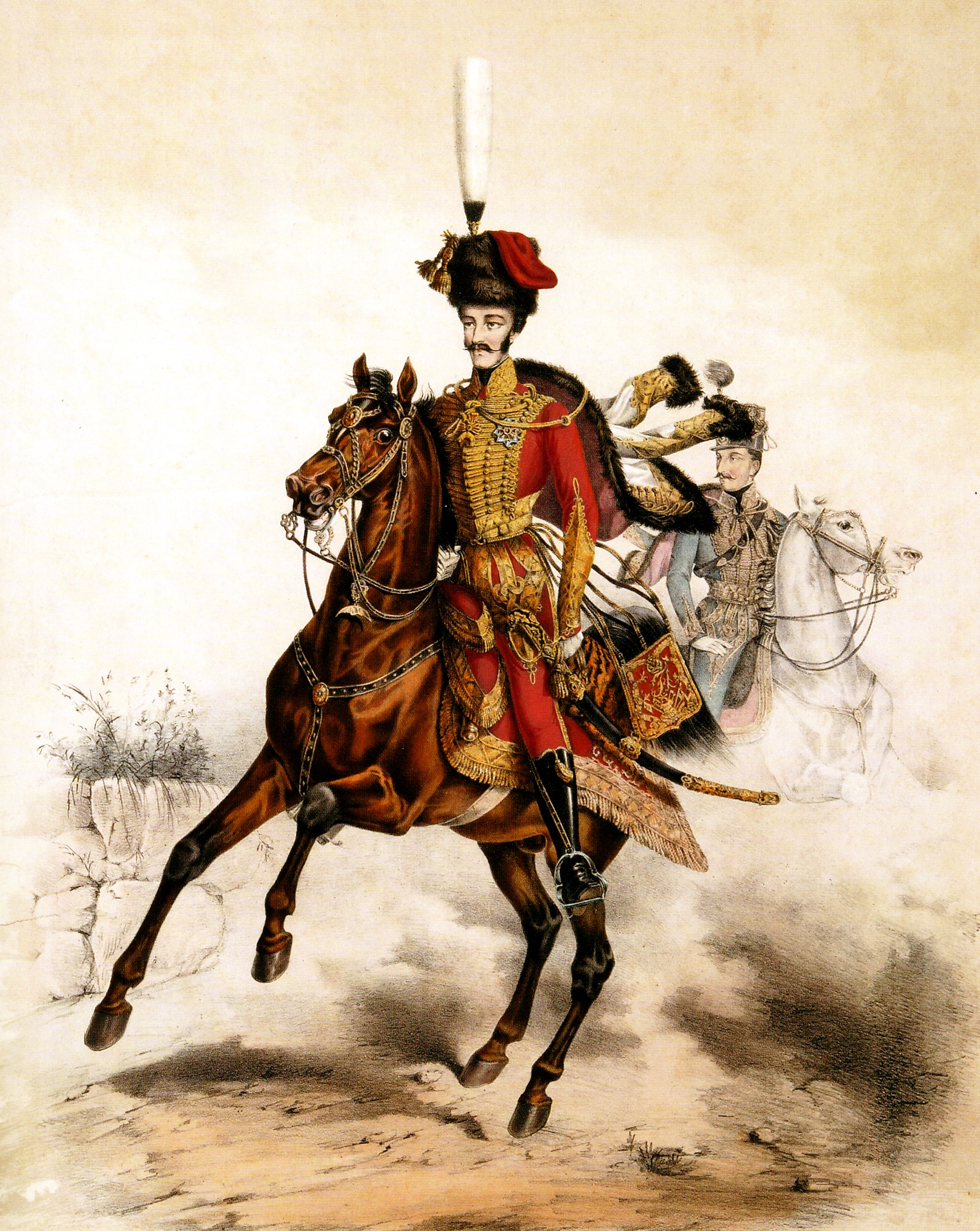
Стефан Франц Австрійський, палатин Угорщини. Літографія Franz Xaver Zalder .(Будапештський музей)

Палатин (угор. nádorispán або угор. nádor; словац. nádvorný župan або словац. nádvorný špán, пізніше словац. palatín або словац. nádvorník; нім. Palatin) — вища після короля державна посада в Угорському королівстві (до 1853 р.). Іноді іменувався віце-королем Угорщини. Палатин поєднував функції прем'єр-міністра і верховного судді королівства.
Обирався сеймом Угорського королівства з числа ключових представників угорської аристократії. Серйозний вплив на обрання Палатином мали імператори Священної Римської імперії німецької нації, які були королями Угорщини. Габсбурги, що правили Священною Римською імперією, намагалися всіляко обмежувати вплив Палатинів, щоб особи, які займають ці посади, не набували занадто великої влади. Були випадки, коли посада Палатина протягом ряду років була вакантною, хоч і не була скасована (при Леопольді I, Карлі VI, Марії Терезії, Йосипі II та ін.) Так, за часів Марії Терезії і Йосифа II через конфлікт імперії з угорським дворянством, яке чинило опір реформам і продовжувало захищати всі свої привілеї (звільнення від податків тощо), Габсбурги залишали вакантною посаду Палатина з 1765 по 1790 рр., Перестали скликати угорський сейм (державне зібрання) і самостійно призначали в Угорське королівство намісників. З кінця XVIII століття, посади Палатинів (як і посади угорських королів) стали займати Габсбурги.
З 1790 по 1848 рр. Палатинами Угорщини були тільки представники королівської династії Габсбургів, а сама посада Палатина передавалася ним у спадок (хоча, формально, Палатином їх обирав угорський сейм). Так, в 1790 році на посаду Палатина, вакантну з 1765 р., був обраний 18-річний син імператора Леопольда II Олександр Леопольд Австрійський, після загибелі якого в 1795 р. Палатином у спадок став його 20-річний молодший брат Йосип Австрійський. Останнім Палатином з династії Габсбургів в 1847–1848 рр.. був син Йосипа Австрійського Стефан Франц Австрійський, що відмовився від палатинати в ході революції 1848–1849 рр..
Після революції 1848–1849 рр.. палатин мав символічні функції. Посада номінально зберігалася до кінця існування Угорського королівства.

## Монархічний період (895–1301)
Одинадцяте століття "
- перед 1038: Самуїл Аба
- 1055–1057: Заке
- 1057–1066: Радо
- 1066–1067: Отто
- 1067–1075: Радван
- 1075–1091: Дьюла
- 1091–1094: Петер (палатин)
- 1094–1108: Дьюла

 Дванадцяте століття "
- 1108–1113: Янош (палатин)
- 1131–1138: Франксал
- 1146–1157: Белош
- 1162–1163: Хенрік
- 1163–1165: Тамаш
- 1165–1174: Ампуд
- 1177–1183: Фаркаш
- 1184–1185: Денеш
- 1185–1186: Тамаш
- 1192–1193: Моґ (палатин)
- 1197–1198: Ézsau
- 1198–1199: Моґ (палатин)
- 1199–1201: Міка (палатин)

 Тринадцяте століття "
- 1202–1204: Бенедек
- 1205–1206: Міклош
- 1206: Моґ (палатин)
- 1206–1209: Csépán
- 1209–1212: Пот (палатин)
- 1212–1213: Банк (палатин)
- 1213–1214: Міклош
- 1215–1217: Дьюла
- 1219–1222: Міклош
- 1222: Тодор
- 1222–1226: Дьюла
- 1226–1227: Міклош
- 1227–1229: Денеш
- 1229–1230: MOJŠ
- 1231–1234: Денеш
- 1235–1241: Денеш (різні)
- 1242: Арнольд (палатин)
- 1242–1245: Ласло
- 1245–1246: Денеш
- 1246–1248: Іштван
- 1248: Денеш
- 1248–1261: Лоранда
- 1261–1267: Kőszegi Хенрік
- 1263: Денеш
- 1266: Домонкош
- 1267–1270: Lőrinc
- 1268: Бенедек
- 1270–1272: MOJŠ
- 1272: Lőrinc
- 1273–1274: Денеш
- 1273: Lőrinc
- 1275–1276: Петер (палатин)
- 1275: Kőszegi Міклош
- 1276–1277: Kőszegi Міклош
- 1277: Петер (палатин)
- 1277–1278: Денеш
- 1278: Петер (палатин)
- 1278–1280: Мате (палатин)
- 1280–1281: Фальшива
- 1281–1282: Kőszegi Іван
- 1282–1284: Мате (палатин)
- 1284–1286: Kőszegi Міклош
- 1286–1287: Makján
- 1287–1288: Kőszegi Іван
- 1288–1289: Amade Аба
- 1289–1290: Kőszegi Міклош
- 1289 Ренольд
- 1290–1291: Amade Аба
- 1290: Mizse
- 1291–1293: Міхай
- 1291: Kőszegi Міклош
- 1293–1295: Kőszegi Міклош
- 1293: Amade Аба
- 1295–1296: Amade Аба
- 1296–1297: Csák Мате
- 1297–1298: Amade Аба
- 1298–1299: Апор
- 1298: Лоранда
- 1299–1301: Amade Аба

## Міжцарство (1301–1310)
- 1301–1310: Мате (палатин)
- 1301–1308: Kőszegi Іван
- 1303–1310: Amade Аба
- 1303–1307: Іштван
- 1303–1307: Лоранда
- 1304: Апор
- 1305–1310: Kopasz Якоб

## Анжуйська монархія (1322–1392)
- 1322–1327: Фюлеп Другет
- 1328–1333: Янош Другет
- 1333–1342: Вільмош Другет
- 1342–1356: Міклош Жамбокі
- 1356–1367: Міклош Конт
- 1372–1375: Імре I Лакфі
- 1375–1385: Міклош V Гараї
- 1385–1387: Міклош VI Сечі
- 1387–1392: Степан ІІ Ласкович

## Імператорська монархія (1392–1530)
Правителі Угорщини прийняттям шлюбу з домом Анжу стали частиною імперської династії.
- 1392–1397: Leusták Ilsvai
- 1397–1402: Detra Bebek
- 1402–1433: Міклош Гараї VII
- 1435–1437: Мате Pálóczy III
- 1437–1447: Lőrinc Hédervári II
- 1447–1458: Ласло Гараї III
- 1458–1484: Міхай Орсзаг Гут III
- 1486–1487: Імре Szapolyai II
- 1492–1499: Іштван Szapolyai VI
- 1500–1503: Петро III Gerebi
- 1504–1519: Імре Perényi III
- 1519–1523: Іштван Баторій VII
- 1524–1525: Іштван Баторій VII
- 1526–1530: Іштван Баторій VII
- 1525–1526: Іштван Werbőczy VIII

## Габсбурзька монархія (1530–1848)
При спадкуванні Габсбурзької імператорської корони, корона Угорщини перейшла під австрійських правителівів. В роки, в які не призначені Палатини, регентство проводилось безпосередньо імператором .
- 1530–1533: Янош Bánffy IV

NoPalatine (1533–1554)
- 1554–1562: Томаш Nádasdy III

NoPalatine (1562–1608)
- 1608–1609: Іштван Іллехазі IX
- 1609–1616: Дьордь Турзо
- 1622–1625: Szaniszló Турзо
- 1625–1635: Міклош Естерхазі VIII
- 1646–1648: Янош Драшковіч V
- 1649–1654: Пал III Palffy
- 1655–1667: Ференц Вешелені

NoPalatine (1667–1681)
- 1681–1713: Пал IV Естергазі
- 1714–1732: Міклош IX Palffy

NoPalatine (1732–1741)
- 1741–1751: Янош VI Palffy
- 1751–1765: Лайош Batthyány

NoPalatine (1765–1790)
- 1790–1795: Олександр Леопольд Австрійський
- 1796–1847: Йосиф Австрійський, палатин Угорщини
- 1847–1848: Стефан Франц Австрійський, палатин Угорщини

## Цікаві факти
- У 1799–1801 рр.. Палатином Угорщини була велика княгиня Олександра Павлівна — старша дочка російського імператора Павла I, перша дружина Палатина Йосифа Австрійського.